# Jeon Hye-young
Jeon Hye-young (1972 -) là một ca sĩ Cộng hòa Dân chủ Nhân dân Triều Tiên và thành viên của Nhạc đoàn Điện tử Pochonbo. Tại Hàn Quốc, Jeon Hye-young được biết đến với biệt danh Tiếng huýt (휘파람), theo tên một ca khúc mà cô đã sáng tác và ca diễn rất thành công năm 2001.

## Tiểu sử

### Ca khúc nổi tiếng
- 휘파람 (Tiếng huýt)
- 샘물터에서
- 장군님 찬 눈길 걷지 마시라
- 산으로 바다로 가자
- 기다렸습니다
- 김정일화
- 조국의 사랑은 따사로와라
- 새별 (Sae-byeol)
- 나는 생각해
- 숙이의 노래
- 별보러 가자
- 통일 무지개